# NGC 353
NGC 353 é uma galáxia espiral barrada (SBa) localizada na direcção da constelação de Cetus. Possui uma declinação de -01° 57' 25" e uma ascensão recta de 1 horas, 02 minutos e 24,6 segundos.
A galáxia NGC 353 foi descoberta em 10 de Novembro de 1885 por Lewis A. Swift.